# NMP
NMP es un sistema de creación de juegos de tipo aventura conversacional para DOS que actualmente se encuentra obsoleto. Su propio autor recomienda y colabora en el desarrollo de sistemas más modernos como ngPAWS o Superglús.
NMP tuvo su auge en los primeros 90, tras la desaparición de los ordenadores de 8 bits, y comenzó a decaer a partir del año 97, con la aparición de los primeros sistemas de 32 bits y la expansión de Windows.
Basado en el entorno PAWS para Spectrum incluía un entorno de desarrollo integrado y diversas herramientas para crear juegos, y expandía de manera notable las capacidades de PAWS.
En 2021, parte del código de NMP fue utilizado por su autor, Carlos Sánchez, para la creación de PCDAAD, un intérprete de aventuras para DOS, dentro del ecosistema DAAD, creado por Infinite Imaginations para Aventuras AD
- Datos: Q6036944